# Равеса Леши
Равеса Леши (на албански: Ravesa Lleshi) е албанска дипломатка и юристка. От 2018 г. е постоянен представител на Албания в седалището на ООН в Женева, Швейцария.

## Биография
Родена е на 1 юни 1976 г. в Албания. Завършва Тилбургския университет в Нидерландия, с магистърска степен по международно и европейско публично право. Владее английски и холандски език.
В периода от 2010 до 2014 г. тя изнася лекции в помещение на Нюйоркския университет в Тирана.
През март 2016 г. заминава за Австрия, където ръководи мисията на Албания в Организацията за сигурност и сътрудничество в Европа. През януари 2018 г. става съветник на министъра на външните работи на Албания.
През 2018 г. става постоянен представител на Албания в седалището на ООН в Женева, Швейцария. Тя също така отговаря за представителството на Албания в Световната организация за интелектуална собственост, като през 2019 г. тя е една от първите, които подписват международно споразумение, което предоставя защита на регионални продукти като черният чай „Дарджилинг“.